# 禅・水心流空手道拳誠会館
禅・水心流空手道拳誠会館（ぜんすいしんりゅうからてどうけんせいかいかん）は、岐阜県を中心としたフルコンタクト系の空手団体。正式名称は、国際実戦空手道連盟　禅・水心流空手道拳誠会館（こくさいじっせんからてどうれんめい　ぜんすいしんりゅうからてどうけんせいかいかん）である。

## 概要
禅・水心流空手道拳誠会館は宗家 河合秋水を創始者とし、岐阜県を中心に海外にも支部を持つ。また、宗家自らが出家したことにより禅道への修行も同時に行っている。
古くから正道会館や士道館 とも交流があり、水心流の主催した第12回岐阜県ジュニア実戦空手道選手権大会には士道館館長 の添野義二も駆けつけた。
夏期合宿は毎年養老は大菩提寺にて行っており、過去、養老の滝での滝行を行っていた。
夏期合宿における少年部への座禅競技会、一般部における大菩提寺本堂での禅修業が毎年恒例となっている。
現在は秋水の息子である河合主水（もんど）が館長をつとめ、主水による超実戦護身術や超実戦武器術を中心とした禅・水心流護身道も並行して行われている。禅・水心流護身道とは、主水自身が経験した日豪間治安調査及び犯罪潜入調査の観点から作られたものとされている。

水心流は道場内で問題を起こす者には非常に厳しく
- 宗家の命に従わず大会に参加せず傍観する者
- 館長、師範らの言いつけも一切聞かず我がままやりたい放題の人物
- 宗家に全権限があるにもかかわらず帯の昇級昇段でありながら宗家と衝突する者
- 宗家、館長及び全師範に対する罵詈雑言、悪口、陰口などを述べた人間

には破門といった対処を行っており、破門者は各流派への通達が行われている。また、近年では宗家や館長のみならず師範達との話し合いの上、破門者を決定している。